# Oreothlypis superciliosa
El chipe pechimanchado, Oreothlypis superciliosa, es una especie de ave paseriforme de la familia Parulidae. Es una especie residente en el sur de México y en América Central.